# 1032
| [ Edytuj tabelę ]              |                                                             |
| Książę Polski                  | - 1031 Bezprym 1032 - 1032 Mieszko II Lambert 1034          |
| Król Angkoru                   | - 1010 Surjawarman I 1048                                   |
| Król Anglii                    | - 1014 Knut Wielki 1035                                     |
| Hrabia Aragonii i król Nawarry | - 1000 Sancho III Wielki 1035                               |
| Hrabia Barcelony               | - 1017 Berengar Rajmund I 1035                              |
| Książę Bawarii                 | - 1026 Henryk VI 1041                                       |
| Książę Burgundii               | - 1016 Henryk I 1032 - 1032 Robert I 1076                   |
| Cesarz Bizancjum               | - 1028 Roman III Argyros 1034                               |
| Cesarz Chin                    | - 1022 Song Renzong 1063                                    |
| Książę Czech                   | - 1012 Oldrzych 1033                                        |
| Król Danii                     | - 1018 Knut Wielki 1035                                     |
| Władca Egiptu                  | - 1021 Az-Zahir 1036                                        |
| Król Francji                   | - 1031 Henryk I 1060                                        |
| Król Gruzji                    | - 1027 Bagrat IV 1072                                       |
| Hrabia Holandii                | - 993 Dirk III 1039                                         |
| Cesarz Japonii                 | - 1016 Go-Ichijō 1036                                       |
| Kalif                          | - 1031 Al-Ka’im 1075                                        |
| Hrabia Kastylii                | - 1029 Sancho III 1035                                      |
| Król Kastylii                  | - 1000 Sancho III 1035                                      |
| Wielki książę Kijowa           | - 1019 Jarosław Mądry 1054                                  |
| Patriarcha Konstantynopola     | - 1025 Aleksy I Studyta 1043                                |
| Władca Korei                   | - 1031 Tŏkjong 1034                                         |
| Król Leónu                     | - 1028 Bermudo III 1037                                     |
| Król Norwegii                  | - 1028 Knut Wielki 1035 - 1030 Swen Knutsson 1035           |
| Książę Obodrzyców              | - 1029 Racibor 1043                                         |
| Hrabia Palatynatu              | - 994 Ezzon 1034                                            |
| Papież                         | - 1024 Jan XIX 1032 - 1032 Benedykt IX 1045                 |
| Hrabia Portugalii              | - 1028 Mendo III 1050                                       |
| Cesarz rzymski (niemiecki)     | - 1027 Konrad II 1039                                       |
| Książę Saksonii                | - 1011 Bernard II 1059                                      |
| Król Szkocji                   | - 1005 Malcolm II 1034                                      |
| Król Szwecji                   | - 1022 Anund Jakub 1050                                     |
| Doża Wenecji                   | - 1026 Pietro Barbolano 1032 - 1032 Domenico Flabanico 1043 |
| Król Węgier                    | - 1000 Stefan I Święty 1038                                 |

Rok 1032 / MXXXII
stulecia: X wiek ~
XI wiek ~
XII wiek

lata: 1022 «
1027 «
1028 «
1029 «
1030 «
1031 «
1032
» 1033
» 1034
» 1035
» 1036
» 1037
» 1042

## Wydarzenia w Polsce
- Bezprym rządził okrutnie i po kilku miesiącach zginął zamordowany.
- Mieszko II Lambert wrócił do Polski. Mieszko został księciem Polski. Musiał jednak ukorzyć się przed cesarzem Konradem II, zgodzić na utratę Łużyc i wyznaczyć dzielnice bratu Ottonowi oraz księciu Dytrykowi.

## Wydarzenia na świecie
- 2 lutego – cesarz Konrad II został królem Burgundii.
- 7 lipca – Zjazd w Merseburgu, na którym podpisano traktat pokojowy kończący IV wojnę polsko-niemiecką.
- Lyon został przyłączony do Świętego Cesarstwa Rzymskiego.

## Urodzili się
- Cheng Hao, chiński filozof konfucjański (zm. 1085)

## Zmarli
- wiosną – Bezprym, książę Polski, pierworodny syn Bolesława Chrobrego (ur. prawdopodobnie w 986 lub 987)
- 6 września – Rudolf III, król Burgundii (ur. ok. 970)
- 20 października – Jan XIX, papież (ur. ?)